# Cervenia
Cervenia – wieś w Rumunii, w okręgu Teleorman, w gminie Cervenia. W 2011 roku liczyła 3190 mieszkańców.